# آکادمی پزشکی محیط زیست آمریکا
آکادمی پزشکی محیط زیست آمریکا (AAEM)، که در سال ۱۹۶۵ با عنوان انجمن بوم‌شناسی بالینی تأسیس شد، یک انجمن بین‌المللی پزشکان و حرف وابسته است که به جنبه‌های بالینی بیماری‌های بوم‌شناختی یا زیست‌محیطی می‌پردازد و به آن اکولوژی بالینی (بوم‌شناسی بالینی) گفته می‌شود. هدف این آکادمی رسمیت بخشیدن به بیماری‌های بوم‌شناختی (اکولوژیک) به عنوان نوعی تشخیص پزشکی است. 
اهداف اصلی AAEM که عمدتاً از متخصصانی تشکیل شده که در رشته‌های متعدد به روش سنتی آموزش دیده‌اند، آموزش پزشکان و گسترش دانش پزشکی در مورد اثرات معمولاً نادیده گرفته شدهٔ محیط زیست بر روی سلامتی انسان است؛ اثراتی که انسان در زندگی روزمره مدام در معرض مواجهه با آنها قرار می‌گیرد.
AAEM با استفاده از هر گونه ترکیبات حاوی جیوه در هر محصولی برای مصرف انسان از جمله جیوه در واکسن مخالف است. AAEM همچنین با فلوریداسیون آب مخالف است و خواستار توقف تهیهٔ غذا از محصولات اصلاح شدهٔ ژنتیکی است. AAEM به دلیل مطرح کردن موضوع حساسیت شیمیایی چندگانه، توسط Quackwatch به عنوان یک سازمان غیرقانونی اعلام شده است.

## تاریخچه
انجمن بوم‌شناسی بالینی با الهام گرفتن از ایده‌های ترون راندولف در ۱۹۶۵ تاسیس شد. اکولوژیست‌های بالینی ادعا می‌کردند که قرار گرفتن در معرض مقادیر کمی از برخی مواد شیمیایی می‌تواند به افراد مستعد آسیب برساند و باعث ایجاد حساسیت شیمیایی چندگانه و دیگر اختلالات شود. 
احتمال می‌رود اعضای آکادمی سابقه‌ای هم در زمینهٔ آلرژی داشته باشند، و بخشی از رویکرد نظری آنها ریشه در مفاهیم غیر استاندارد واکنش‌های آلرژیک دارد که اولین بار توسط راندولف در دههٔ ۱۹۶۰ بیان شده است.  بنابراین، شاید طرفداران بوم‌شناسی بالینی مدعی روابط علت و معلولی و یا اثرات با دوز پایین شوند که عموماً توسط سم‌شناسان پذیرفته نمی‌شود. نظریه‌های راندولف در مورد چگونگی وقوع آلرژی‌ها، که آنها را از بدو تأسیس این حوزه ترویج می‌کرد، مبنای اولیهٔ نگرش تردیدآمیز جریان اصلی متخصصان پزشکی و کارشناسان عملی و حقوقی، نسبت به کلیت موضوع محیط زیست است.  
در ۱۹۸۴، این انجمن نام خود را به آکادمی پزشکی محیط زیست آمریکا تغییر داد.

## اهداف آکادمی
برخی از اهداف آکادمی عبارتند از: 
- نشان دادن کاربرد مفاهیم و فنون پزشکی محیطی در همهٔ زمینه‌های طبابت که پزشک به طور مستقیم در مراقبت از بیمار دخالت دارد.
- ایمن و مؤثر شناساندن ایمونوتراپی با دوز بهینه و رژیم متنوع چرخشی و
- ارتقاء آموزش و پژوهش در پزشکی محیط زیست. [۷]

آکادمی با هدف نهایی بهبود سلامت کلی فرد مترصد آن است که درک و تعامل میان انسانها و محیط شان را ارتقاء بخشد. AAEM در جهت بیشتر رسمیت بخشیدن، درمان و همچنین پیشگیری از بیماری‌هایی تلاش می‌کند که از قرار گرفتن در معرض عوامل مختلف بیولوژیکی و شیمیایی موجود در محیط؛ مانند هوا، غذا و آب ناشی می‌شود. 

## نقد مشروعیت
Quackwatch آکادمی پزشکی محیط زیست آمریکا (AAEM) را یک سازمان سؤال‌برانگیز و هیئت پزشکی آن را، تردیدآمیز معرفی می‌کند.  هیئت بورد تخصصی پزشکی آمریکا این آکادمی را به رسمیت نمی‌شناسد.

## اعتبارسنجی
این آکادمی برای ارائهٔ آموزش مداوم پزشکی، توسط شورای اعتباربخشی برای آموزش مداوم پزشکی معتبر شناخته شده است. 

## فعالیت‌های آکادمی
این آکادمی جلسات و سمینارهایی برگزار می‌کند و اطلاعاتی دربارهٔ تشخیص و درمان بیماری‌های زیست محیطی ارائه می‌دهد. 
آکادمی یک کتاب راهنما مربوط به اعضای خود منتشر می‌کند، که روال‌هایی را شامل می‌شود که آنها در طبابت خود به کار می‌برند. مجموعه‌ای از مقالات سمینارها از جمله برخی نوارهای ضبط شده نیز منتشر شده است. آکادمی هر سه ماه یکبار یک خبرنامه به نام  "پزشک محیط زیست" منتشر می‌نماید. 

## یادداشت
1. ↑  Letter of Jennifer Armstrong MD, FAAEM, BIBEM, President, American Academy of Environmental Medicine (PDF file) بایگانی‌شده  در ۲۶ سپتامبر ۲۰۱۳ توسط Wayback Machine to US Federal Coordinating Council for Comparative Effectiveness Research, April, 2009
2. ↑  "Archived copy" (PDF). Archived from the original (PDF) on 2011-11-25. Retrieved 2012-04-20.{{cite web}}:  نگهداری یادکرد:عنوان آرشیو به جای عنوان (link)
3. ↑  "Genetically Modified Foods". Archived from the original on 2012-04-22. Retrieved 2012-04-20.
4. 1 2  Barrett, Stephen. "Questionable Organizations: An Overview". Quackwatch. Retrieved 17 May 2012.
5. ↑  Harrison, Robert (2014). "Multiple Chemical Sensitivity". Current Occupational & Environmental Medicine (Fifth ed.). New York: McGraw-Hill Education/Medical. pp. 819–826. ISBN 978-0-07-180816-3. OCLC 898477589.
6. ↑  Inquiry into Multiple Chemical Sensitivity (PDF file) بایگانی‌شده  در ۱۳ آوریل ۲۰۲۰ توسط Wayback Machine, Parliament of South Australia, 2005
7. ↑  Page on AAEM بایگانی‌شده  در ۲۰۱۲-۱۰-۱۰ توسط Wayback Machine by Healthfinder.gov
8. ↑  "Specialties & Subspecialties". American Board of Medical Specialties. Archived from the original on 8 May 2012. Retrieved 17 May 2012.
9. ↑  "American Academy of Environmental Medicine". Archived from the original on 6 September 2015. Retrieved 2013-02-18.

## کتابشناسی
- نیکلاس A. اشفورد ، کلودیا میلر ، قرار گرفتن در معرض مواد شیمیایی: سطوح پایین و سهام زیاد . چاپ 2 جان ویلی و پسران ، 1998. شابک ‎۰−۴۷۱−۲۹۲۴۰−۰ شابک   0-471-29240-0
- Randolph, Theron G. (1962). Human ecology and susceptibility to the chemical environment. Springfield, Ill: Thomas. ISBN 0-398-01548-1.  Randolph, Theron G. (1962). Human ecology and susceptibility to the chemical environment. Springfield, Ill: Thomas. ISBN 0-398-01548-1.  Randolph, Theron G. (1962). Human ecology and susceptibility to the chemical environment. Springfield, Ill: Thomas. ISBN 0-398-01548-1.
- Moss, Ralph W.; Randolph, Theron G. (1980). An alternative approach to allergies: the new field of clinical ecology unravels the environmental causes of mental and physical ills. New York: Lippincott & Crowell. ISBN 0-690-01998-X.  Moss, Ralph W.; Randolph, Theron G. (1980). An alternative approach to allergies: the new field of clinical ecology unravels the environmental causes of mental and physical ills. New York: Lippincott & Crowell. ISBN 0-690-01998-X.  Moss, Ralph W.; Randolph, Theron G. (1980). An alternative approach to allergies: the new field of clinical ecology unravels the environmental causes of mental and physical ills. New York: Lippincott & Crowell. ISBN 0-690-01998-X.
- Randolph, Theron G. (1987). Environmental medicine: beginnings and bibliographies of clinical ecology. Fort Collins, CO: Clinical Ecology Publications. ISBN 0-943771-00-5.  Randolph, Theron G. (1987). Environmental medicine: beginnings and bibliographies of clinical ecology. Fort Collins, CO: Clinical Ecology Publications. ISBN 0-943771-00-5.  Randolph, Theron G. (1987). Environmental medicine: beginnings and bibliographies of clinical ecology. Fort Collins, CO: Clinical Ecology Publications. ISBN 0-943771-00-5.

## پیوندهای بیرونی
- وبگاه رسمی